# Institut d'Ensenyament Secundari (Santa Coloma de Queralt)
L'Institut d'Ensenyament Secundari, anteriorment conegut com a Escoles Nacionals és una obra noucentista de Santa Coloma de Queralt (Conca de Barberà) inclosa a l'Inventari del Patrimoni Arquitectònic de Catalunya.

## Descripció
Naus construïdes en forma de T, de planta baixa i un pis. El nucli principal que forma el creuer és de dos pisos.
La construcció principal està feta de pedra i argamassa. L'edifici va sofrir diversos canvis en adaptar-lo per Institut d'Ensenyament Secundari.

## Història
L’Ajuntament de Santa Coloma de Queralt acorda la construcció de les Escoles Nacionals el 1906, que s'inauguren el 3 de maig de 1908. El centre es dividia en tres dependències: les de pàrvuls i les de l’escola masculina i femenina.
El 10 d’agost de 1918, l’Ajuntament colomí rep la notificació de creació de l’Escola Graduada de Nens, fet que implica l’ampliació del centre amb dues noves aules.
En el curs 1922 es registren les següents xifres: 160 alumnes a l’Escola Graduada de Nens (assistència mitjana de 130), 78 alumnes a l’Escola Nacional de Nenes (assistència mitjana de 58 alumnes) i 154 infants a pàrvuls (assistència mitjana de 122).
Durant la Segona República, es contempla la possibilitat de substituir les Escoles Nacionals per un nou equipament a la partida dels Fontanals. Amb aquest projecte, l’equip de govern encapçalat per Lluís Solà i Padró volia crear una Escola Graduada de Nenes, ampliar les aules per a pàrvuls i oferir uns millors equipaments (tallers, sales d’actes, camps de futbol i piscina...). El projecte va fracassar pel canvi de govern a l’Ajuntament colomí i l’esclat de la Guerra Civil Espanyola. Durant el conflicte armat, les aules de les Escoles Nacionals es varen mantenir obertes, però amb moltes dificultats.
Els alumnes matriculats a les Escoles Nacionals van augmentar durant la dècada dels 40, passant dels 481 (1942) als 554 el 1950. El 1952 comença a impartir-se el Batxillerat Elemental (10-14 anys) i el Batxillerat Superior (15-16 anys) a les Escoles Nacionals. El 1958, l’Estat aprova una Escola Graduada de Nenes.
El 1968 es programa la concentració de les escoles dels pobles de la comarca natural de la Baixa Segarra. Un any més tard, l’arquitecte provincial d’Ensenyament tramet plànols de la reforma de la planta baixa de les Escoles amb l’objectiu de construir-hi una cuina i un menjador escolar.
Des del curs 1975-76 se celebren cursos de Formació Professional a les Escoles. Una formació que comença a impartir-se sense que les Escoles tinguin l’autorització definitiva com a Centre Municipal d'FP, que arriba el 20 d’abril de 1977. En total, aquest any es matriculen 120 alumnes en els cursos d’Administració i Metall que s'ofereixen.
El 1979, els alumnes de parvulari i primera etapa de les Escoles Nacionals es desplacen a l’escola pública Cor de Roure, recentment inaugurada. Dos anys més tard, el novembre de 1981, l’arquitecte municipal redacta el projecte Adaptació Escoles Nacionals 1908 per a Centre Homologat de BUP.
El 17 d’abril de 1983, Jordi Pujol assisteix a la inauguració del centre de Formació Professional, a la planta baixa de l’edifici. Atès l’endarreriment de les obres, el president de Catalunya no pot inaugurar també les aules del Batxillerat Unificat Polivalent.
El 1987 es crea l’Institut d’Educació Secundària (IES) de Santa Coloma de Queralt, anomenat IES Joan Segura i Valls des del 7 de febrer de 1990. A conseqüència de la creació de l’IES, es fusiona el professorat de BUP i FP en un sol claustre.
Fins al curs 1997-98, l’IES Joan Segura Valls va acollir la formació de Formació Professional i Batxillerat Unificat Polivalent. Des de llavors s'hi imparteixen els quatre cursos de l’Educació Secundària Obligatòria.